# Margarinotus osawai
Margarinotus osawai är en skalbaggsart som beskrevs av Ôhara 1999. Margarinotus osawai ingår i släktet Margarinotus och familjen stumpbaggar. Inga underarter finns listade i Catalogue of Life.